# カネ美食品
カネ美食品株式会社（かねみしょくひん、英: Kanemi Co., Ltd.）は、愛知県名古屋市緑区に本社を置く食品加工会社。

## 概要
1969年に三輪信昭が創業した惣菜屋、カネ美食品を前身とする。
2017年にユニー・ファミリーマートホールディングス（現：ファミリーマート）の子会社となった。同グループに属するファミリーマート各店、当時同グループに属していたアピタ、ピアゴ、MEGAドン・キホーテUNY各店に向けて弁当や惣菜を製造する外販事業と、ユニー店舗内で惣菜店を運営するテナント事業が二本柱となっている。そのため、その収益の殆どをユニーに依存している。
2019年4月、親会社が所有する一部の株式が、「ドン・キホーテ」を管轄するパン・パシフィック・インターナショナルホールディングス（以下、PPIH）に移動。PPIHが同数の筆頭株主となった。
その他、自社でフランチャイジーとして愛知県弥富市にファミリーマートを1店舗（名四弥富店、元サークルK）を運営している。また、かつて子会社により運営されていた飲食店「寿司御殿赤池本店」、寿司店「回転割烹寿司御殿」を計3店舗展開している。また、PPIHおよびファミリーマートの各グループ外における展開として、後述の都内スーパー店内に展開する惣菜店の他、JR東日本クロスステーションのNewDays向けの米飯製品の一部を供給している。
かつて、本社所在地近隣地域（中京圏）では、研修の中で新入社員たちが集団で登山を行う模様を映した同社のテレビCMが放送されていた。

## 沿革
- 1971年（昭和46年）
  - 3月29日 - 名古屋市中川区にカネ美食品株式会社を設立。
  - 5月 - 株式会社鮨の美也古を設立。
- 1972年（昭和47年）
  - 5月 - 鮨の美也古を吸収合併し、総合惣菜店舗としてチェーン展開を開始。
  - 7月 - 名古屋市南区に本社を新設し、移転。
- 1975年（昭和50年）10月 - 名古屋市天白区に本社を新設・移転するとともに、本社工場及び配送センターを新設。
- 1986年（昭和61年）- 弁当等の納品業務の拡大を目的として、愛知県三河地方をエリアとする100％子会社・株式会社サンショク（資本金1,000万円）を設立。
- 1991年（平成3年）- 弁当等の納品業務の拡大を目的として、岐阜・長野をエリアとする100％子会社・株式会社デリカパレット多治見（資本金1,000万円）を設立。
- 1992年（平成4年）- 子会社のサンショクおよびデリカパレット多治見を吸収合併。
- 2000年（平成12年）
  - 4月 - 名古屋市港区に100％子会社・株式会社 港炊飯センター（資本金2,000万円）を設立し、炊飯事業の業務を移管。
  - 10月18日 - 株式を店頭公開（後のジャスダック）。
- 2002年（平成12年）10月 - ユニーの株式追加取得により、同社の関連会社となる。
- 2005年（平成17年）4月 - 名古屋市天白区に100%子会社・株式会社エスジーダイニング（資本金5,000万円）を設立。
- 2007年（平成19年）6月 - 伊藤忠商事と業務提携。同月、第一屋製パンから松戸工場・三田工場を譲受。
- 2011年（平成23年）
  - 4月1日 - 子会社の港炊飯センターを吸収合併。
  - 5月 - 全国の一部の生活協同組合から製造を受託し、「夕食宅配」の開始。
- 2013年（平成25年）
  - 9月18日 - 名古屋市緑区のアピタ緑店の元駐車場に本社を新築し、移転。
  - 10月1日 - 子会社のエスジーダイニングを吸収合併。
- 2016年（平成28年）12月15日 - ナガイから秋田工場を譲受[5]。
- 2017年（平成29年）
  - 7月 - ユニー・ファミリーマートホールディングスによる当社株式の追加取得により、同社の子会社となる[4]。
  - 11月 - 上尾工場を新設。
- 2019年（平成31年）4月13日 - PPIHが同数の筆頭株主となる。
- 2020年（令和2年）7月28日 - ファミリーマートがその他の関係会社及び筆頭株主でなくなる[6]。
- 2022年（令和4年）8月16日 - PPIHが株式公開買付けにより39.44%の株式を取得。ファミリーマートが主要株主でなくなる[7]。

## 店舗ブランド
- Kanemi（カネミ）- 総合総菜店（寿司・弁当・サラダ・揚物）
  - 料治 - テイクアウト焼き鳥・串焼きの併設コーナー
  - 上海天翔楼 - 中華総菜の併設コーナー
  - 味美彩 - おこわ・炊き込みご飯の併設コーナー
- Re‘z deli（リーズデリ）- アピタ・ピアゴ店舗を業態転換したMEGAドン・キホーテUNY店舗及び一部ドン・キホーテ店舗内に展開している総合惣菜店
- K-STAGE（ケイステージ）- 洋風総菜店
- eashion（イーション）- 洋風総菜店
- 寿司御殿 - テイクアウト寿司店
- ez mart（イーズマート）- 首都圏の東急ストア店舗内などに展開している総合惣菜と洋風惣菜の融合店
- ease deli（イーズデリ）- 首都圏のオオゼキ店舗内に展開している小型総合惣菜店

## 所在地
- 本社 - 名古屋市緑区

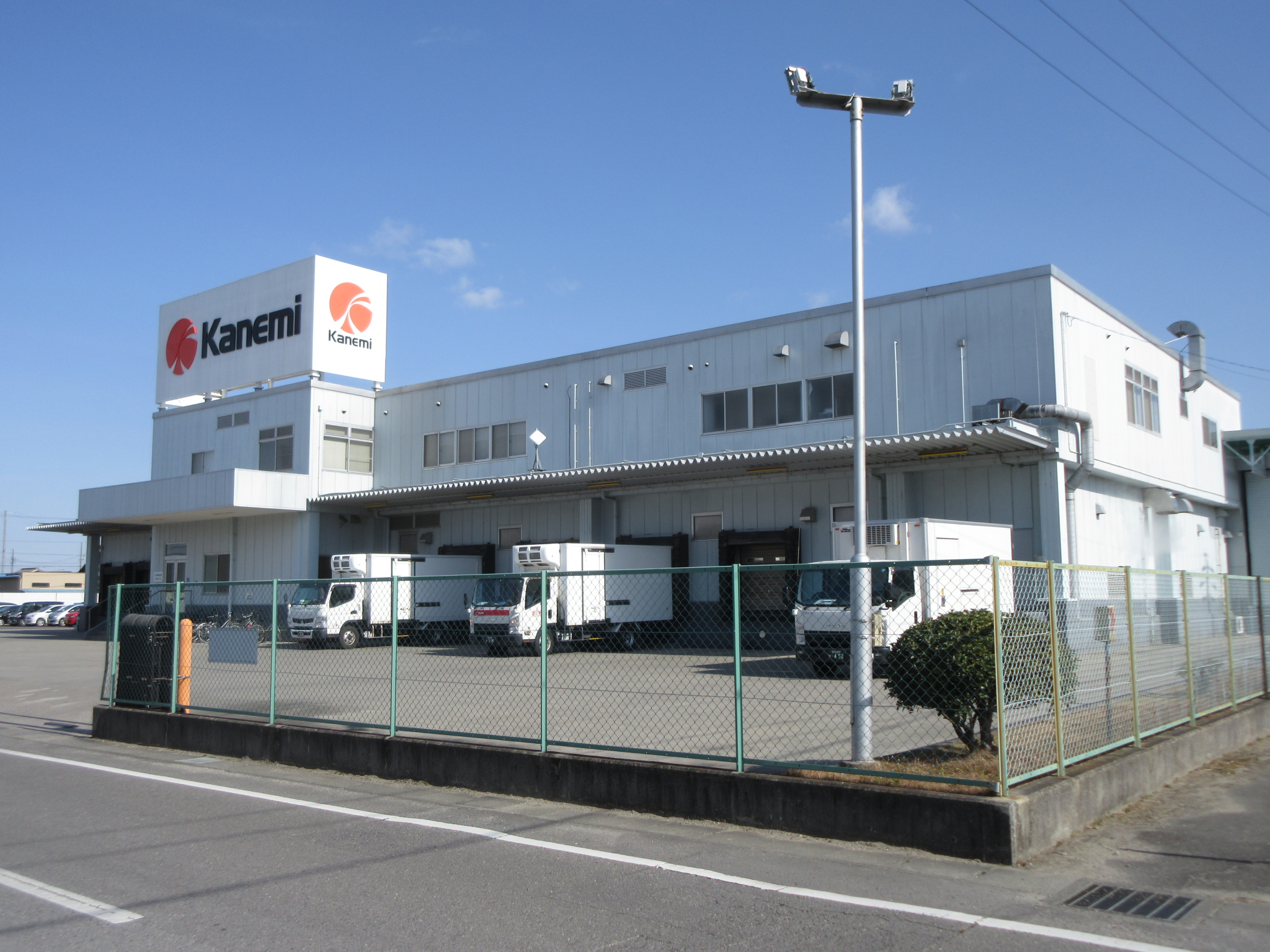
岡崎工場（愛知県岡崎市高橋町）

- 東京事務所／東京キッチン - 川崎市宮前区
- Kanemiスタジオ - 東京都江戸川区
- 天白工場 - 名古屋市天白区
- 十一屋工場 - 名古屋市港区
- 岡崎工場 - 愛知県岡崎市
- 東海工場 - 愛知県東海市
- 多治見工場 - 岐阜県多治見市
- 羽島工場 - 岐阜県羽島郡笠松町
- 袋井工場 - 静岡県袋井市
- 京都工場 - 京都府八幡市
- 京都南工場 - 京都府綴喜郡井手町
- 埼玉工場 - 埼玉県狭山市
- 上尾工場 - 埼玉県上尾市
- 松戸工場 - 千葉県松戸市
- 横浜工場 - 神奈川県厚木市

かつて存在した工場
- 津工場 - 三重県津市（2018年3月31日閉鎖）
- 三田工場 - 兵庫県三田市（2018年7月31日閉鎖）
- 秋田工場 - 秋田県秋田市土崎港（2019年6月30日閉鎖）
- 新潟工場 - 新潟県新潟市江南区（2021年3月閉鎖）